# Cotopaxia whitei
Cotopaxia whitei är en flockblommig växtart som beskrevs av Lincoln Constance och W.S.Alverson. Cotopaxia whitei ingår i släktet Cotopaxia och familjen flockblommiga växter. Inga underarter finns listade i Catalogue of Life.